# Marc Doffey
Marc Doffey (* Januar 1992 in Ahlen) ist ein deutscher Jazzmusiker (Saxophone, auch Okarina, Komposition).

## Leben und Wirken
Doffey erhielt ab dem siebten Lebensjahr Klavierunterricht; mit zehn Jahren wechselte er zum Altsaxophon. Bereits bald darauf konnte er in die Big Band der Städtischen Musikschule seiner Geburtsstadt einsteigen. Jahr 2009 gewann er beim Landeswettbewerb „Jugend jazzt“ in NRW in der Solistenwertung den Ersten Preis und wurde in Folge Mitglied des Jugendjazzorchester NRW, dem er bis 2013 angehörte und mit dem er mit der CD „Way Up“ den WDR Jazzpreis 2013 in der Kategorie „NRW-Jazznachwuchs“ erhielt. Von 2009 bis 2011 absolvierte er eine studienvorbereitende Ausbildung an der Glen Buschmann Jazz Akademie in Dortmund; als Mitglied im East West European Jazz Orchestra Twins konzertierte er mit Gästen wie Jerry Bergonzi oder Dave Liebman. Von 2012 bis 2017 studierte Doffey am Jazz-Institut Berlin bei Peter Weniger und am Conservatorium van Amsterdam bei Jasper Blom. 2013 und 2014 war er Mitglied des Bundesjazzorchesters; weiterhin gehörte er von 2014 bis 2015 zum Landesjugendjazzorchester Brandenburg. 2018 nahm er am International Workshop in Jazz & Creative Music am Banff Centre in Kanada mit Tyshawn Sorey, Vijay Iyer und Jason Palmer teil.
Gemeinsam mit Sängerin Sabeth Pérez, dem Gitarristen Bertram Burkert, dem Bassisten Thomas Kolarczyk und Schlagzeuger Fabian Rösch gründete er sein Quintett, das nach einer ersten Tournee im Oktober 2015 den Saar Jazzpreis gewann; 2016 wurde es erster Preisträger des Jungen Deutschen Jazzpreises und des Jungen Münchner Jazzpreises. 2019 gründete er das großformatige Marc Doffey Jazz Orchester. Weiterhin trat er mit dem JazzKombinat Hamburg, dem Frederik Villmow Quartett (Live in Copenhagen, 2019), der Ralf Hesse Big Band, der Hans Anselm Bigband (Liquid Circle, 2020), der Gaststätte zum Heißen Hirten, dem Johannes Metzger Quartett, dem Tentett von Andreas Pientka und dem Trio von Tobias Altripp auf.
Doffey arrangiert für unterschiedliche Besetzungen. Mit seiner Komposition Moony Aesthesia wurde er im Rahmen des Bundesjazzorchester-Kompositionswettbewerbs 2016 ausgezeichnet.

## Diskographische Hinweise
- Marc Doffey Trio feat. Florian Menzel: Falling in Love (Bellaphon Records 2021, mit Tom Berkmann, Tobias Backhaus)
- Joshua Jaswon Octet Silent Sea (Ubuntu Music 2020)
- Taking Direction (Mons Records 2016, mit Sabeth Pérez, Bertram Burkert, Thomas Kolarczyk, Fabian Rösch)
- Bujazzo Groove and the Abstract Truth (Double Moon Records 2015)
- Gabriel Pérez & The SoundTrip Orchestra Guaraní (2015)